# Stuyvesant High School

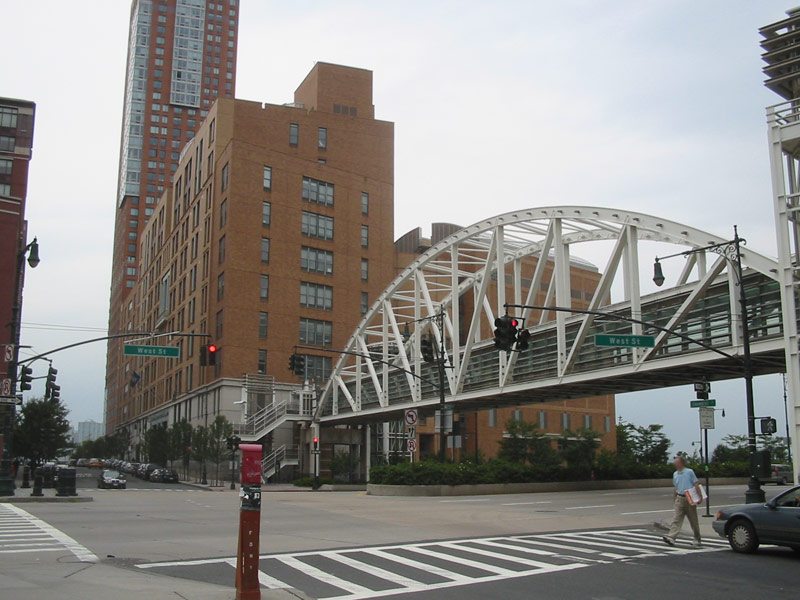
Stuyvesant High School

Stuyvesant High School, ook bekend als Stuy, is een Amerikaanse highschool in New York die is gespecialiseerd in wiskunde en andere exacte wetenschappen.

## Geschiedenis
De school werd geopend in 1904 en ligt aan de oostelijke zijde van de stad. Ze verhuisde naar een nieuw gebouw in Battery Park City in 1992. De school wordt geroemd om zijn sterke academische programma's, die meerdere bekende alumni hebben voortgebracht, onder wie vier Nobelprijswinnaars.
Stuyvesant werd oorspronkelijk opgericht als een beroepsopleiding voor jongens, maar vanaf 1969 mochten er ook meisjes komen.